# Niassodon
Niassodon è un genere estinto di terapsidi dicinodonti della famiglia Kingoriidae, vissuto nel permiano superiore nella provincia di Niassa, nel Mozambico settentrionale. Comprende una singola specie, chiamata Niassodon mfumukasi.

## Scoperta
Il genere Niassodon è stato denominato e descritto per la prima volta da Rui Castanhinha, Ricardo Araújo, Luís C. Júnior, Kenneth D. Angielczyk, Gabriel G. Martins, Rui M. S. Martins, Claudine Chaouiya, Felix Beckmann e Fabian Wilde nel 2013 e la specie tipo è Niassodon mfumukasi. La denominazione del genere combina la parola niassa, che significa "lago" in chiyao ed è il nome della provincia nord-occidentale del Mozambico dove è stato ritrovato, con odontos, che significa "dente" in greco antico. Il nome specifico, mfumukasi, significa "regina" in nyanja, in onore dei membri della società matriarcale locale dei nyanja e di tutte le donne mozambicane.
Niassodon è noto solo dall'olotipo ML1620, uno scheletro parziale che è temporaneamente collocato presso il museo di Lourinhã, in Portogallo, e sarà restituito al museo nazionale di geologia di Maputo in Mozambico. L'olotipo è costituito da un cranio completo, una mandibola, una serie di 19 vertebre dorsali, sacrali e caudali, costole, e possiede sia l'osso ileo che parte del femore di un singolo esemplare. Fu scoperto e raccolto durante una spedizione del 2009 nella Metangula graben, sotto la supervisione del progetto PalNiassa. L'ML1620 proveniva da un'unità fossilifera sconosciuta situata vicino a Tulo, un piccolo villaggio situato lungo la strada tra Metangula e Cobue. Il letto fossile è composto da una pietra di fango grigia con abbondanti concrezioni calcaree simili a settaria, risalenti al lopingiano.